# Orde van de Arbeid (Servië en Montenegro)
De Orde van de Arbeid  (Servisch: Орден рада/"Orden Rada") is op 4 december 1994 ingesteld. De orde heeft een graad en wordt op de linkerborst vastgepind. Men draagt de onderscheiding niet aan een lint.

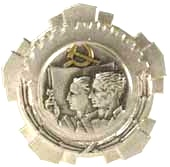
De IIIe Klasse van een Orde van de Arbeid uit de communistische periode

Men verleent de ridderorde voor "verdienste voor de nationale economie".
Het kleinood is een zilveren achtpuntige ster met een rood medaillon met in het midden een gouden Servisch wapenschild. De acht punten zijn stomp en van zilver. De ring om het medaillon is bezet met een groene lauwerkrans, de omlijsting is van goud en zilver met acht rode punten.
Het lint, voor de baton, is blauw met een smalle rode middenstreep.
Ook in de communistische periode van Joegoslavië was er, zoals in de communistisch geregeerde landen gebruikelijk was, al een Orde van de Arbeid. Deze was met een hamer en sikkel versierd.
Orde van de Grote Joegoslavische Ster ·
Orde van de Joegoslavische Ster ·
Orde van de Joegoslavische Vlag ·
Orde van Vrijheid ·
Orde van Nationale Held ·
Orde van Held van de Socialistische Arbeid ·
Orde van Nationale Bevrijding ·
Orde van de Militaire Vlag ·
Partizanenster ·
Orde van de Republiek ·
Orde van Nationale Verdienste ·
Orde van Broederschap en Eenheid ·
Orde van het Volksleger ·
Orde voor Militaire Verdienste ·
Orde voor Dapperheid ·
Keten van de Orde van Joegoslavië ·
Orde van Verdienste van de Federale Republiek Joegoslavië ·
Orde van het Ridderzwaard ·
Orde van Nemanja ·
Orde van Njegoš ·
Orde van Vuk Karadžić ·
Orde van Tesla ·
Orde van de Arbeid ·
Orde van Dapperheid ·
Orde van Verdienste voor Defensie en Veiligheid
Zie ook: Ridderorden in Joegoslavië